# Joachim Konrad (Schauspieler)
Joachim Konrad (* 15. November 1924 in Wormditt, Ostpreußen) ist ein deutscher Schauspieler, Synchron- und Hörspielsprecher.

## Leben
Über das Leben des 1924 in Ostpreußen geborenen Joachim Konrad sind nur lückenhafte Informationen vorhanden. Das erste bekannte Theaterengagement ist in Dessau zu verzeichnen, von wo aus er 1953 an das Deutsche Theater in Berlin verpflichtet wurde. Anschließend blieb er in Berlin und arbeitete dort viele Jahre an der Volksbühne und am Theater der Freundschaft. In mehreren Produktionen des Deutschen Fernsehfunks (später Fernsehen der DDR), sowie der DDR-Filmgesellschaft DEFA stand er vor der Kamera. Als Sprecher wirkte er in Hörspielen des Rundfunks der DDR mit. Einen großen Raum nahm seine Tätigkeit als Synchronsprecher in mindestens 100 Filmen und Episoden von Fernsehserien ein.
Zu Zeiten der Berliner Mauer wurden verschiedene Engagements mit seinem Namen in der Bundesrepublik in Quellen aufgeführt, bei denen aber nicht nachzuweisen ist, ob es sich um den gleichen Joachim Konrad handelt, was zwar möglich wäre, aber auf Grund seiner umfangreichen Beschäftigung in Ost-Berlin anzuzweifeln ist.

## Filmografie
- 1954: Leuchtfeuer
- 1954: Carola Lamberti – Eine vom Zirkus
- 1956: Der Hauptmann von Köln
- 1959: Fernsehpitaval: Der Fall Jakubowski (Fernsehreihe)
- 1959: Ware für Katalonien
- 1959: Weimarer Pitaval: Der Fall Harry Domela (Fernsehreihe)
- 1960: Flucht aus der Hölle (Fernseh-Vierteiler, 1 Episode)
- 1961: Gewissen in Aufruhr (Fernseh-Fünfteiler, 1 Episode)
- 1965: Wolf unter Wölfen (Fernseh-Vierteiler, 1 Episode)
- 1965: Solange Leben in mir ist
- 1970: Jeder stirbt für sich allein (Fernseh-Dreiteiler, 1 Episode)
- 1981: Jockei Monika (Fernsehserie, 1 Episode)
- 1982: Polizeiruf 110: Schranken (Fernsehreihe)
- 1982: Soviel Wind und keine Segel (Fernsehfilm)
- 1985: Johann Sebastian Bach (Fernseh-Vierteiler, 1 Episode)
- 1986: Jan auf der Zille
- 1988: Fallada – Letztes Kapitel
- 1989: Polizeiruf 110: Mitternachtsfall
- 1990: Verbotene Liebe
- 1991: Die Männer vom K3 (Fernsehserie, 1 Episode)
- 1991: Letzte Liebe (Fernsehfilm)
- 1996: Stadtklinik (Fernsehserie, 4 Episoden)

## Theater

### Schauspieler
- 1949: Johann Wolfgang von Goethe: Faust I – Regie: Richard Ulrich (Anhaltisches Landestheater Dessau)
- 1949: Stefan Brodwin: Der Feigling – Regie: Egon Maiwald (Anhaltisches Landestheater Dessau)
- 1952: Alexander Kron: Das tote Tal – Regie: Hans Krebs (Landestheater Dessau)
- 1952: Hermann Werner Kubsch: Die ersten Schritte – Regie: Hermann Werner Kubsch (Landestheater Dessau)
- 1957: Heiner Müller, Hagen Mueller-Stahl: 10 Tage, die die Welt erschütterten (Rotarmist) – Regie: Hans-Erich Korbschmitt (Volksbühne Berlin)
- 1958: Martin Andersen Nexö: Die Leute auf Dangaard (Erik) – Regie: Herbert Grünbaum (Volksbühne Berlin)
- 1959: Herbert Keller: Begegnung 57 (Hein) – Regie: Hagen Mueller-Stahl (Volksbühne Berlin – Theater im 3. Stock)
- 1959: Lajos Mesterházi: Menschen von Budapest – Regie: Fritz Wisten (Volksbühne Berlin)
- 1960: Gerhart Hauptmann: Fuhrmann Henschel (Fabig) – Regie: Erich-Alexander Winds (Volksbühne Berlin)
- 1961: Mattias Braun nach Euripides: Die Troerinnen (Herold Talthybios) – Regie: Fritz Wisten (Volksbühne Berlin)
- 1961: Erich Engel, Robert Adolf Stemmle: Affäre Blum (Tischbein) – Regie:  Hagen Mueller-Stahl (Volksbühne Berlin)
- 1961: Friedrich Wolf: Beaumarchais oder Die Geburt des Figaro (Literat) – Regie: Rudi Kurz (Volksbühne Berlin)
- 1962: Konstantin Simonow: Der Vierte (Fremdenlegionär) – Regie: Lothar Bellag (Volksbühne Berlin – Theater im 3. Stock)
- 1965: Harald Hauser: Der große und der kleine Buddha (Assrong) – Regie: Heiner Möbius (Theater der Freundschaft Berlin)
- 1966: Heinz Kahlau: Ein Krug mit Oliven (Kalaf) – Regie: Heiner Möbius (Theater der Freundschaft)
- 1966: Thorbjørn Egner: Die Räuber von Kardemomme (Wachtmeister Bastian) – Regie: Heiner Möbius, Horst Hawemann (Theater der Freundschaft)
- 1967: Virgil Stoenescu, Octavian Sava: Betragen ungenügend (Professor) – Regie: Constantin Sinca (Theater der Freundschaft)
- 1968: Hans-Albert Pederzani: Der eigene Kopf (Pauls Vater) – Regie: Heiner Möbius (Theater der Freundschaft)
- 1969: Bosko Trifunovic: Märchen vom Kaiser und dem Hirten (Kaiser) – Regie: Horst Hawemann (Theater der Freundschaft)
- 1969: Pawel Maljarewski: Das Rübchen (Großvater) – Regie: ? (Theater der Freundschaft)
- 1970: Lew Ustinow: Das Geheimnis des leuchtenden Steines (Dersu-Usala) – Regie: Ursula Geyer-Hopfe (Theater der Freundschaft)
- 1970: Pantscho Pantschew: Die vier Pelzmützen (Vater Petko) – Regie: Mirjana Erceg (Theater der Freundschaft)
- 1972: Erich Bloch: Die Bernsteinbrigade (Atoll) – Regie: Horst Hawemann (Theater der Freundschaft)
- 1973: Pjotr Jerschow: Das bucklige Pferdchen (Stadthauptmann) – Regie: Horst Hawemann (Theater der Freundschaft)
- 1974: Gyula Illyés: Der Bejubelte (Kutscher) – Regie: Mirjana Erceg (Theater der Freundschaft)
- 1975: Georgi Polonski: Warten wir den Montag ab (Antiquar) – Regie: Horst Hawemann (Theater der Freundschaft)
- 1978: Eugen Eschner nach Wladimir Tendrjakow: Frühlingskapriolen (Mathematiklehrer) – Regie: Mirjana Erceg (Theater der Freundschaft)
- 1978: Dieter Süverkrüp: Das Auto Blubberbum (Arbeiter) – Regie: Herbert Fischer (Theater der Freundschaft)
- 1980: Georgi Nachuzrischwili: Der Aschenstocherer oder Der Kopf ist das Beste (Kikila) – Regie: Joachim Siebenschuh (Theater der Freundschaft)
- 1982: Eugen Eschner: Undine (König) – Regie: Peter Wardetzky (Theater der Freundschaft Berlin)
- 1983: Jewgeni Schwarz: Der nackte König (Minister für zarte Gefühle) – Regie: Joachim Siebenschuh (Theater der Freundschaft Berlin)
- 1983: Wiktor Rosow: Unterwegs (Streckenwärter) – Regie: Hartwig Albiro (Theater der Freundschaft Berlin)
- 1985: Anna Elisabeth Wiede: Das Untier von Samarkand (Shalgandawa, Händler) – Regie: Hermann Schein (Theater der Freundschaft Berlin)
- 1986: Richard Leising: Mein Name ist Gavroche (Schöngeist) – Regie: Hermann Schein (Theater der Freundschaft Berlin)
- 1987: Molière: Der Tartüff (Loyal, Gerichtsvollzieher) – Regie: Carl-Hermann Risse (Theater der Freundschaft Berlin)
- 1988: Hans Ostarek: Die Abenteuer des Don Quijote gespielt von seinen Freunden (Barbier) – Regie: Joachim Siebenschuh (Theater der Freundschaft Berlin)
- 1988: Michael Frayn: Der nackte Wahnsinn – Regie: Carl-Hermann Risse (Theater im Palast Berlin)
- 2000: Werner Fritsch: Aller Seelen (Greis) – Regie: Johann Kresnik (Thalia Theater Hamburg)
- 2004: Friedrich Goldmann: Herzstück oder Der Tumor Gratis (Sprecher) – Regie: Arved Schultze (Komische Oper Berlin – Probebühne)

### Regisseur
- 1964: Molière: Amphitryon (auch Rolle als Merkur) (Berliner Park-Theater auf der Freilichtbühne Plänterwald)

## Hörspiele
- 1969: Fritz Selbmann: Aller Anfang ist Maloche (Stückeschreiber) – Regie: Fritz-Ernst Fechner (Hörspiel, Teil 1: Ein weiter Weg – Rundfunk der DDR)
- 1977: Brüder Grimm: Der Froschkönig (König), Rumpelstilzchen (Bote) – Regie: Heiner Möbius (Kinderhörspiele – Litera)
- 1978: Brüder Grimm: Aschenputtel (Vater), Schneewittchen (Jäger) – Regie: Mirjana Erceg (Kinderhörspiele – Litera)
- 1981: Mustai Karim: Lange, lange Kindheit (Samigulla) – Regie: Peter Groeger (Hörspiel – Rundfunk der DDR)
- 1981: Peter Brasch: Der Wolf und Rotkäppchen in der Stadt (Einlasser) – Regie: Joachim Siebenschuh (Verkehrshörspiel – Litera)
- 1984: Álvaro Cepeda Samudio: Spaten und Gewehre – Regie: Peter Groeger (Hörspiel – Rundfunk der DDR)
- 1984: Gottfried August Bürger: Wunderbare Reisen zu Lande, zu Wasser und durch die Luft des Freiherrn von Münchhausen, wie er dieselben bei der Flasche im Zirkel seiner Freunde selbst zu erzählen pflegte (3. Gast) – Regie: Dieter Wardetzky (Hörspiel – Litera)
- 1985: Iván Mándy: Träum‘ schön Mädel (Vajda) – Regie: Ingeborg Medschinski (Hörspiel – Rundfunk der DDR)
- 1985: Colin Finbow: Sonntag fahren wir ans Meer (Parkwächter) – Regie: Ingeborg Medschinski (Hörspiel – Rundfunk der DDR)
- 1986: Marion Seelig: Eisenhand (Bettler) – Regie: Rainer Schwarz (Kinderhörspiel – Rundfunk der DDR)
- 1986: Irina Grekowa/Pawel Lungin: Der Witwendampfer (Wassili) – Regie: Ulrich Voß (Hörspiel – Rundfunk der DDR)
- 1986: Ilija Popovski: Wie Jovan ein Held wurde – Regie: Ingeborg Medschinski (Kinderhörspiel – Rundfunk der DDR)
- 1986: Barry Collins: König Knut (Polizist) – Regie: Ingeborg Medschinski (Hörspiel – Rundfunk der DDR)
- 1986: Märchen aus 1001 Nacht: Sindbad der Seefahrer (Nebenrollen) – Regie: Dieter Wardetzky (Kinderhörspiel – Litera)
- 1987: Galina Demykowa: Bunte Glasscherben (Kasis‘ Vater) – Regie: Ingeborg Medschinski (Kinderhörspiel – Rundfunk der DDR)
- 1987: Ewa Nowacka: Einen kleinen Schritt hinter das Geheimnis (Männerstimmer) – Regie: Ingeborg Medschinski (Kinderhörspiel – Rundfunk der DDR)
- 1987: Michail Bulgakow: Die letzten Tage (Bitkow) – Regie: Ingeborg Medschinski (Hörspiel – Rundfunk der DDR)
- 1987: Alexander Wolodin: Fünf Abende (Sprecher) – Regie: Ingeborg Medschinski (Hörspiel – Rundfunk der DDR)
- 1988: Pentti Saarikoski: Maria und Metodius – Regie: Ingeborg Medschinski (Hörspiel – Rundfunk der DDR)
- 1989: Marion Seelig: Das Mädchen Secunda und der Dieb (Alter Juan) – Regie: Manfred Täubert (Kinderhörspiel – Rundfunk der DDR)
- 1989: Matthias Becker: Alte Germanen (Alter) – Regie: Achim Scholz (Kurzhörspiel – Rundfunk der DDR)
- 1990: Andrzej Mularczyk: Aus den Tiefen der Wasser (Osada) – Regie: Ingeborg Medschinski (Hörspiel – Rundfunk der DDR)
- 1990: Endre Vészi: Der eine Abend und der andere (Hausmeister) – Regie: Peter Groeger (Hörspiel – Rundfunk der DDR)
- 1991: Frank Naumann: Mein Freund Diogenes (Archyzos) – Regie: Karlheinz Liefers (Hörspiel – BR)
- 1991: Andrei Platonow: Die Suche nach dem verlorenen Volk (4. Dshan) – Regie: Karlheinz Liefers (Kinderhörspiel – Deutschlandsender Kultur)

## Synchronisationen

### Spielfilme
- 1947 (1990): Griff Barnett als Will Thompson in Daisy Kenyon
- 1951 (1984): Felice Minotti als Christ in O.K. Nero
- 1954 (1985): A. E. Matthews als Herzog von Frognal in Sein größter Bluff
- 1955 (1984): Turi Pandolfini als Arturo Pandolfino in Der Wunderknabe
- 1962 (1985): Adolfo Belletti als Augusto in Zehn Italiener für einen Deutschen
- 1966 (1997): Bartlett Mullins als Carter in Rasputin – der wahnsinnige Mönch
- 1977 (1978): Mickey Rooney als Spiventa in Das Domino Komplott
- 1978: Petr Nárožný als Briefträger Vanda in Wie man den Vater in die Besserungsanstalt bekommt
- 1978: Jean Carmet als Adrien Courtois in Zucker, Zucker!
- 1979: George Constantin als Aman in Der Mann im Lodenmantel
- 1980: Raffaele di Sipio als Sommelier in Der gezähmte Widerspenstige
- 1984: Sinowi Gerdt als Filmtheaterleiter in Frontromanze
- 1984: Miloš Kopecký als Dunkler Zwerg in Verschenktes Glück
- 1987: Gordon Gostelow als Sherman in Das Zeichen 4
- 1997: Dan Biggers als Harry Cram in Mitternacht im Garten von Gut und Böse

### Fernsehserien
- 1949–1957: 2 Schauspieler, 2 Episoden in The Lone Ranger
- 1957–1966 (1990–1991): 7 Schauspieler, 7 Episoden in Perry Mason
- 1959–1966: 4 Schauspieler, 4 Episoden in Tausend Meilen Staub
- 1959–1964: 11 Schauspieler, 11 Episoden in Twilight Zone
- 1964–1970 (1989–1991): 5 Schauspieler, 6 Episoden in Daniel Boone
- 1966–1969: Meg Wyllie als Der Wächter, 1 Episode in Raumschiff Enterprise
- 1969–1971: 5 Schauspieler, 5 Episoden in Randall & Hopkirk – Detektei mit Geist
- 1970–1977: Arthur Jensen als Meyer, 1 Episode in Oh, diese Mieter!
- 1976–1983: 2 Schauspieler, 2 Episoden in Quincy
- 1981–1991: 6 Schauspieler, 6 Episoden in Jim Bergerac ermittelt
- 1982–1986: Ladislav Pešek als Mann der toten Köchin, 1 Episode in Bezirksverwaltung der „K“ Prag
- 1982–1983 (1989): 2 Schauspieler, 2 Episoden in Die Zeitreisenden
- 1984: Jiří Sovák als Lehrer František Lamac in Ein Haus mit tausend Gesichtern
- 1984–1992: Victor Maddern als Constable Johnson in Miss Marple
- 1984: Muni Zano als Tanehama in Der Ninja-Meister
- 1985: Miguel Manzano als Daniel Samaniego, 2 Staffeln in Ruf des Herzens
- 1989: Henry Gibson als Schaffner, 1 Episode in In 80 Tagen um die Welt
- 1989–2013: Fred Bryant als Arbeiter, 1 Episode in Agatha Christie’s Poirot
- 1993: Ryszard Ronczewski als Shaman in Alaska Kid